# マクセルフロンティア
マクセルフロンティア株式会社（英: Maxell Frontier Co., Ltd.）は、映像情報製品の部品生産、工場のCIM/CADのシステム構築、大画面映像ディスプレイのシステム設計、OA機器の販売からメンテナンスにいたる総合エンジニアリング企業。
マクセルの完全子会社。

## 沿革
- 1975年（昭和50年）6月 - 誠和商工株式会社を設立。
- 1995年（平成7年）4月 - 株式会社日立情映テックに社名変更。
- 1998年（平成10年）- 国内向テレビの生産を開始。
- 1999年（平成11年）- 光学部品・ディスプレイ・液晶プロジェクターなどの生産を開始。
- 2012年（平成24年）- 国内向薄型テレビと液晶プロジェクターの生産を終了。
- 2013年（平成25年）- 横浜地区の製造部門を岐阜地区に集約。日立マクセルの子会社となる。
- 2014年（平成26年）- 高山事業所（岐阜県高山市）を閉鎖。
- 2015年（平成27年）- 宮城事業所を設立。
- 2017年（平成29年）- 日立マクセルの持株会社制移行に伴い、マクセル情映テック株式会社へ社名変更[2][3]。
- 2020年（令和2年）- マクセルシステムテックを吸収合併し、マクセルフロンティア株式会社へ社名変更[4]。

## 事業所
- 本社 - 横浜市戸塚区品濃町549-2
- 岐阜事業所 - 岐阜県美濃加茂市加茂野町471
- 米沢事業所 - 山形県米沢市花沢3091-6
- 宮城事業所 - 宮城県亘理郡亘理町逢隈田沢字神明42-2